# Ozorkowate
Ozorkowate (Fistulinaceae Lotsy) – nieistniejąca rodzina grzybów z rzędu pieczarkowców (Agaricales). 

## Charakterystyka
Grzyby nadrzewne, wytwarzające mięsiste, przyrośnięte bokiem owocniki o rurkowatym hymenoforze.

## Systematyka
Pozycja w klasyfikacji według Index Fungorum: Fistulinaceae, Agaricales, Agaricomycetidae, Agaricomycetes, Agaricomycotina, Basidiomycota, Fungi.
We wcześniejszych klasyfikacjach rodzina ta była umieszczana w rzędzie bezblaszkowców (Aphyllophorales). Według Index Fungorum bazującego na Dictionary of the Fungi do rodziny tej w 2020 r. należy już tylko jeden gatunek, inne w wyniku ustaleń filogenetycznych przeniesiono do innych rodzin.
- rodzaj Confistulina Stalpers 1983
  - gatunek Confistulina hepatica (Lloyd) Stalpers 1983

W XI edycji Dictionary of the Fungi rodzaj Confistulina został wyłączony z rodziny Fistulinaceae, przestała ona więc istnieć. 